# Боровичівська сільська рада
| Боровичівська сільська рада — колишня адміністративно-територіальна одиниця та орган місцевого самоврядування у Маневицькому районі Волинської області з адміністративним центром у с. Боровичі. Історична дата утворення: в 1939 році. Припинила існування 15 листопада 2017 року в зв'язку з приєднанням до Колківської селищної громади Волинської області. Натомість утворено Боровичівський старостинський округ при Колківській селищній громаді. Водоймища на території, підпорядкованій даній раді: річка Стир. Сільській раді підпорядковані населені пункти: - с. Боровичі - с. Грузятин |

## Склад ради
Рада складається з 16 депутатів та голови.

### Керівний склад ради
| ПІБ                      | Основні відомості                                                 | Дата обрання | Дата звільнення |
| ------------------------ | ----------------------------------------------------------------- | ------------ | --------------- |
| Мандзюк Тамара Василівна | Сільський голова, 1968 року народження, освіта, позапартійна      | 26.03.2006   | 31.10.2010      |
| Мандзюк Тамара Василівна | Сільський голова, 1968 року народження, освіта вища, позапартійна | 31.10.2010   |                 |

Примітка: таблиця складена за даними джерела

## Населення
Згідно з переписом УРСР 1989 року чисельність наявного населення сільської ради становила 1951 особа, з яких 926 чоловіків та 1025 жінок.
За переписом населення України 2001 року в сільській раді мешкали 1793 особи.

### Мова
Розподіл населення за рідною мовою за даними перепису 2001 року:
| Мова       | Відсоток |
| ---------- | -------- |
| українська | 99,61 %  |
| російська  | 0,33 %   |
| білоруська | 0,06 %   |